# Allo (Marwa Loud ed Eva)
Allo è un singolo delle cantanti francesi Marwa Loud e Eva, pubblicato il 19 marzo 2021.

## Classifiche
| Classifica (2021) | Posizione massima |
| ----------------- | ----------------- |
| Francia           | 25                |